# 함대 재정비와 현대화 계획
미국 해군의 함대 재정비와 현대화(Fleet Rehabilitation and Modernization, FRAM) 계획은 제2차 세계 대전 당시 구축함의 임무를 지상 공격 역할에서 잠수함 사냥꾼의 임무로 전환하여 수명을 연장했다. FRAM 프로그램은 또한 순양함, 항공모함, 잠수함, 수륙양용함 및 보조함을 다룬다. 미국 해안경비대는 또한 1980년대에 해밀턴급 구축함의 현대화를 위해 이 용어를 사용했다.

## 배경
이 프로그램은 소련 해군이 1957년까지 약 300척의 현대식 고속 공격 잠수함을 보유할 것이라는 추정에 대한 응답으로 제독인 알레이 버크에 의해 시작되었다. 미 해군은 새로운 대공전 호위함(1975년 이후 순양함으로 재지정)과 항공모함에 대한 다른 우선순위를 고려할 때 이러한 위협에 대응하기 위해 구축함 호위함(1975년 이후 호위함으로 재지정)과 다른 대잠전함을 충분히 빠르게 생산할 수 없었기 때문에 버크 제독은 어쨌든 빠르게 구식이 되어가는 기존의 제2차 세계 대전 구축함을 수정할 방법을 찾았다.
버크는 "노후함대"라는 제목의 하원과 상원 세출위원회에 보고서 작성을 감독했다. FRAM이 된 아이디어는 제2차 세계 대전 동안 건조된 선박의 열악한 물질적 조건을 다루기 위한 특별 위원회의 6가지 권고 사항 중 하나에 불과했다. 그 권고 사항은 우선 순위 순이었다:
1. 새 배를 만들고,
2. 유지보수에 더 많은 시간을 할애하고,
3. 보다 광범위한 오버홀을 수행하고,
4. 유지보수를 위해 더 많은 돈을 제공하고,
5. 유지보수 담당자를 위한 교육 기관 개선 또는
6. 새로운 선박을 건조할 수 있을 때까지 부족한 부분을 메우기 위해 대규모 현대화 및 재활 프로그램을 만든다.

1958년 11월 11일, 미 해군 장관 토마스 S. 게이츠는 닐 호슬러 매켈로이 미 국방부 장관과의 회담에서 마지막 권고를 수용했다.
영국 해군의 유사한 프로그램은 영국 전쟁 비상 프로그램 구축함 33척을 개조하여 1949-1956년 동안 제1급 대잠수함전 호위함 23척과 제16형 제한적으로 개조하여 제12형과 제14형 신형 호위함을 건조할 때까지 사용했다.

## FRAM 구축함

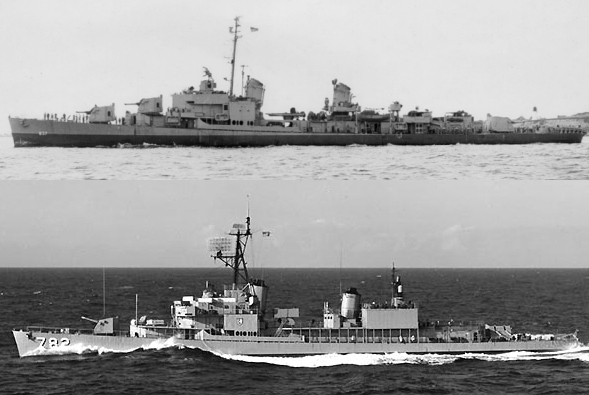
2척의 "기어링"급 구축함이 인도되었으며, FRAMI 이후이다.

구축함 중에서는 기어링급 구축함과 알렌 M. 섬너급 구축함의 전환이 플레처급과 벤슨급보다 우선했다. 구축함 전환은 1957년 스페인과 독일로 이전하기 위해 현대화된 플레처급 구축함의 경험에 의존했다. 최초의 두 구축함은 1959년 3월 매사추세츠 보스턴과 캘리포니아 롱비치 조선소에서 FRAM을 시작했다.
해군 은어로 수정된 구축함은 "FRAM can", "can"은 구축함 또는 소형 구축함 호위를 뜻하는 은어인 "tin can"의 축약어이다.
신뢰할 수 있는 대잠수함 무기를 전함에 제공하기 위해, 기어링 등급을 위한 FRAM I 업그레이드는 AN/SQS-23 음파 탐지기와 2개의 새로운 무기 시스템, 사거리 1-5마일의 ASROC 로켓 지원 어뢰 발사기, 그리고 사거리 35km의 DASH 대잠 헬기를 추가하는 것을 중심으로 했다. 둘 다 군함의 어뢰 튜브에 실려있던 새로운 Mark 44 어뢰로 무장했다. 아스록는 또한 핵심도 공격을 할 수 있다.
FRAM 업그레이드에는 세 가지 다른 세트가 있었다. 1950년대 초에 장착하는 동안 FRAM I 플레처급 구축함은 2, 3, 4번의 5인치/38 구경 포탑을 포기하고 주 갑판에 두 개의 포탑만 남겼다. 훈련 가능한 마크 15 헤지호그 마운트가 2번 포탑 마운트를 대체하여 확장된 새로운 음파 탐지기 스위트에 연결되었다. 모든 상단면 21인치(533mm) 어뢰 튜브를 제거하고 애프터 데크하우스에 장착된 두 개의 튜브로 교체했다. 한 개의 트윈 3인치/50구경 포탑은 애프터 데크하우스의 맨 위에 배치되었다. 보이드(Boyd)와 같은 변형이 있었는데, 애프터 데크하우스에 연결된 컴퓨터 감독에 연결된 두 개의 3인치/50구경 포탑 마운트로 교체되었다. FRAM II 변경으로 헤지호그 마운트가 마크 108 무기 알파(Alpha ASW) 로켓 발사기로 교체되었고, 12.75인치(324mm) Mk.44 어뢰용 트리플 마크 32 어뢰 튜브 2개가 추가되었으며 DASH 격납고와 비행 데크용 포탑 3개가 제거되었다. FRAM II 업그레이드를 받은 유일한 플레처급 구축함은 래드포드(Radford), 젠킨스(Jenks), 니콜라스(Nicholas)였다.
새로운 엔진, 훨씬 더 큰 전투 정보 센터, 그리고 새로운 음파 탐지기와 레이더 시스템을 포함하여 기어링 클래스의 배들은 완전히 허물어지고 다시 지어졌다. 깔때기 사이의 21인치 어뢰 튜브가 제거되었고 대신 8발 ASROC 발사대 (FRAM I만 해당)가 배치되었다. 모든 3인치/50구경 총 장착이 제거되었고, 12.75인치 Mk.44 어뢰를 위한 두 개의 새로운 삼중 마크 32 어뢰 튜브가 후면 깔때기 바로 뒤에 배치되어 DASH의 격납고와 비행 갑판에 사용되었다. 이 현대화는 구축함의 수명을 최소 8년 연장하도록 설계되었다. 결국 세 개의 기어링을 제외한 모든 것이 FRAM I 또는 FRAM II 변환을 받았다.

## FRAM II 구축함

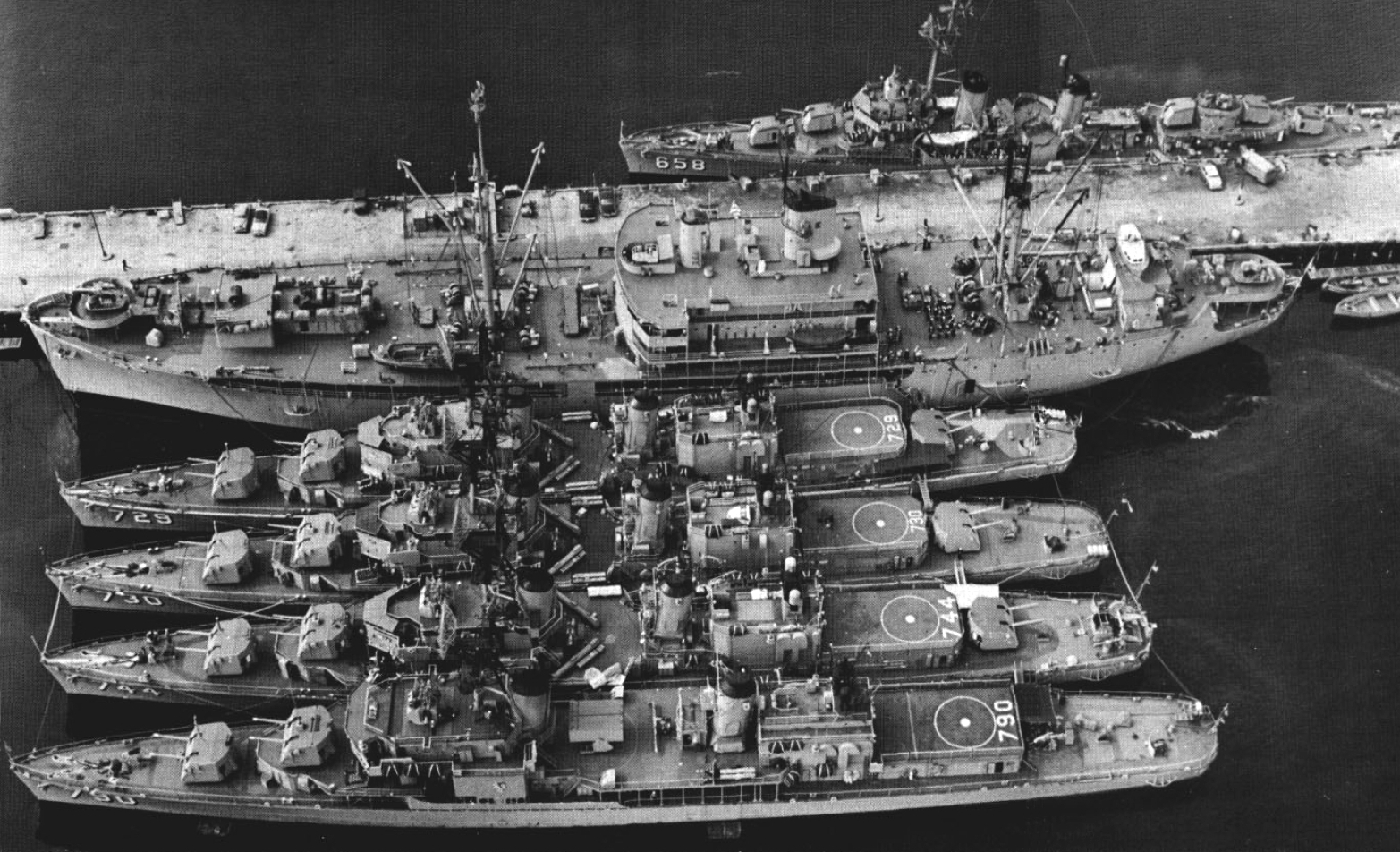
with FRAM II-modernised, and., closest to camera, received FRAM I (note the ASROC launcher on the mid-deck).

알렌 M. 섬너 등급의 배들은 FRAM II에 따라 무장 개조만 받았고, 등급의 모든 배들이 FRAM 업그레이드를 받은 것은 아니었다. 후방 갑판도 DASH를 위한 비행 갑판으로 개조되었지만, 새로운 12.75인치 트리플 어뢰 튜브는 이전의 21인치 어뢰가 있던 곳에 배치되었고 ASROC는 설치되지 않았다. 일반적으로 3개의 5인치/38 트윈 마운트가 모두 유지되었다. 또한 Mark 37 ASW 호밍 어뢰와 가변 깊이 음파 탐지기(VDS)를 위한 2개의 새로운 21인치 어뢰 튜브가 추가되었다. 개조된 Allen M. Sumner는 추가로 5년 동안 사용할 수 있도록 설계되었다.
16척의 기어링급은 또한 FRAM II 하에서 개조되었다. 여기에는 특수 장비(레이더 또는 훈련 가능한 헤지호그)를 보유한 6대의 레이더 피켓 구축함과 6대의 호위 구축함, 앨런 M. 섬너급 FRAM II 구축함의 거의 쌍둥이로 개조된 4대의 이전 DDR이 포함되었다. 기어링 FRAM II는 ASROC를 받지 않았다. 보유된 DDR은 6개의 5인치 포를 모두 보관하고 있었고, 사진은 DASH 격납고가 다른 배들보다 작았고, 랜딩 패드에 표시가 없었기 때문에 DASH를 받지 못했을 수도 있다는 것을 보여준다.
가능한 한 많은 선박을 해상에 유지하기 위해 회전되어 1959년부터 FRAM II 장비를 위해 모든 클래스가 시작되었다. 1965년까지 업그레이드가 완료되었으며 관련된 대부분의 선박은 1960년대 후반까지 계속해서 활발하게 운행되었다.

## FRAM 구축함 요약
총 95척의 기어링급 구축함과 33척의 알렌 M. 섬너급 구축함은 1960-1965년 FRAM 개조를 받았다. 많은 배들이 베트남 전쟁에서 상당한 포사격 지원을 했다. DASH는 신뢰성이 좋지 않아 1969년부터 ASW 서비스에서 철수했다. ASROC가 부족한 알렌 M. 서머스는 ASW 대응 능력 없이 방치되었고 1970-1973년에 퇴역했으며, 대부분은 외국 해군으로 인도되었다. 기어링급은 미국 해군에서 다소 오래 지속되었으며 대부분은 퇴역하고 1973-1980년에 외국 해군으로 인도되었다. FRAM 구축함은 1969-1974년에 취역한 녹스급 호위함(1975년 이전의 구축함 호위함)과 1975-1983년에 취역한 스프루언스급 구축함으로 ASW 선박으로 대체되었다. 두 대체 클래스는 모두 기어링 FRAM I 구축함과 동일한 ASW 무장을 가졌으며 ASROC 재장전, 개선된 음파 탐지기 및 일반적으로 카만 SH-2 시스프라이트와 같은 파일럿 헬리콥터가 추가되었다.
알렌 M. 섬너급 구축함(1965년부터) 및 기어링급 구축함(1973년부터)의 일부 함정은 해군 예비군(NRF)에서 복무했으며, 해군 예비군 훈련을 제공하기 위해 부분적으로 현역 승무원의 임무를 맡았다. 미국 해군의 마지막 FRAM 구축함은 Gearing FRAM I인 William C. Lawe로 1983년 10월 1일 퇴역 및 타격을 입었고 1999년 7월 14일 함대 목표물로 소모되었다.

## FRAM II 캐리어
ASW 서비스를 위해 개조된 에섹스급 항공모함은 1960-1964년 FRAM II 프로그램의 일부로 SCB 144 업그레이드를 받았다. 그들은 활에 장착된 AN/SQS-23 음파 탐지기와 전투 정보 센터의 개선된 디스플레이를 받았다.